# Donald Crisp

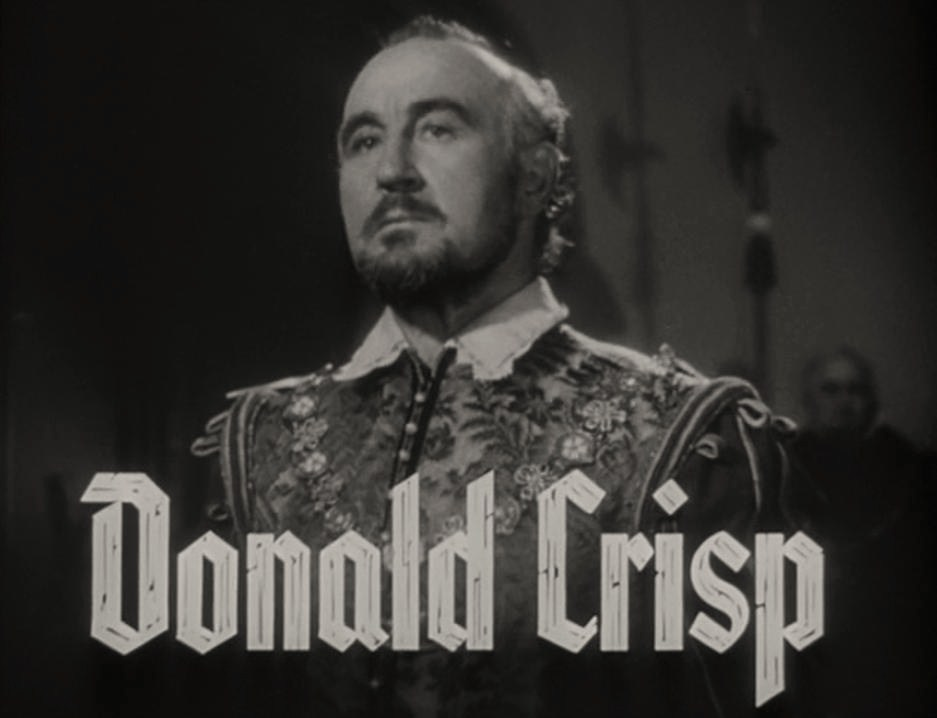
Donald Crisp

Donald Crisp (27 de julho de 1882 - 25 de maio de 1974) foi um ator escocês. Também foi diretor, roteirista e produtor de cinema. Ele ganhou um Oscar de melhor ator coadjuvante em 1942 por sua atuação em How Green Was My Valley. Morreu em 25 de maio de 1974. Encontra-se sepultado no Forest Lawn Memorial Park (Glendale), Glendale, Los Angeles, nos Estados Unidos.